# Boeing B-52 Stratofortress
Boeing B-52 Stratofortress, ofta omnämnt som "BUFF", är ett amerikanskt strategiskt bombplan, som utvecklades under 1950-talet av flygplanstillverkaren Boeing för USA:s flygvapen och dess Strategic Air Command.

## Historik
En av de personer som skapade planet var Holden "Bob" Withington. Från början avsåg man bygga planet med kolvmotorer, men då det amerikanska flygvapnet fått modellen presenterad för sig valde man istället att använda jetmotorer. Planet flög för första gången den 15 april 1952.
Det första B-52 sattes i tjänst under 1955 och modellen planeras att användas till och med år 2050, det vill säga en period på 95 år. Flygplanet spelar fortfarande en viktig roll i det amerikanska flygvapnets verksamhet. 
B-52 kan utföra en mängd uppdrag och det kan medföra flera olika typer av vapenlast, till exempel ballistiska eller styrda bomber. Flygplanet kan även utrustas med kryssningsmissiler (med såväl konventionell som nukleär laddning), liksom med konventionella bomber. Den kan även släppa kärnvapen, men det har B-52 aldrig gjort i krig.
Under Kalla kriget fanns B-52:or i luften dygnet runt, redo att attackera Sovjetunionen. Under denna period bar planen hela tiden kärnvapen.
Av alla bomber som fälldes under Operation ökenstorm 1991, släpptes 40 procent från B-52. 

### Vietnamkriget
När spänningen i Sydostasien ökade började man under 1964 modifiera 74 stycken B-52F för att montera externa vapenbalkar som kunde bära konventionella bomber. Detta innebar att de kunde bära en bomblast på 43 500 lbs (knappt 20 ton). De första 30 B-52F anlände till Andersen Air Force Base på Guam i februari 1965. I mars 1965 inledde USA den strategiska bomboffensiven Operation Rolling Thunder mot Nordvietnam, men av rädsla för att provocera Kina och Sovjetunionen så valde man att inte använda B-52:or för strategisk bombning. B-52:orna kom istället att användas för mer taktiska bombningar under Operation Arc Light mot mål främst i Sydvietnam. Det första uppdraget skedde den 18 juni 1965 mot FNL-styrkor förlagda i distriktet Ben Cat norr om Saigon. De 30 B-52:or som lyfte från Guam genomförde en lufttankning över Luzon där två B-52:or kolliderade i luften och en tredje fick avbryta på grund hydraulproblem, för att slutligen släppa totalt 1 300 bomber över målområdet. En spaningspatrull som sökte av målområdet ett par dagar efter räden kunde inte hitta några kroppar och endast måttliga skador på förläggningsområdet. MACV upptäckte senare att FNL hade evakuerat området efter ett tips från ett lokalt SVA-förband om den planerade räden. Efter den misslyckade första insatsen fortsatte bombningarna med B-52:orna men nu sattes de in i mindre grupper mot mål i fem fria bombzoner där målen inte behövde godkännas i förväg av högre befäl. Den 14 november 1965 började trupper från 1st Cavalry Division luftlandsättas med helikoptrar i Ia Drang-dalen i södra högländerna i Vietnam där man omedelbart mötte betydande motstånd från en större styrka från Vietnams folkarmé i vad som skulle utvecklas till  Slaget vid Ia Drang. Slaget var första tillfället när B-52:orna sattes in som direkt flygunderstöd mot anfallande trupper.
De första räderna hade övertygat flygvapnet att B-52:orna behövde större bomblast. Under sommaren 1965 började man därför planera för modifieringsprogrammet Hi Density Bombing System på 82 stycken B-52D, populärt kallat Big Belly. Detta innebar att dessa plan kunde bära 84 stycken 500 lbs (227 kg) bomber i bombrummet jämför med 27 stycken i ursprungsutförande, vilket gav en total bomblast på 60 000 lbs (drygt 27 ton). I december 1965 började de första planen modifieras och i februari 1966 beslutade man att alla 155 B-52D skulle modifieras, något som var klart i september 1967. I april 1966 började de modifierade B-52D ersätta B-52F på Andersen Air Force Base. Senare baserades planen även på flygbasen U-Tapao i Thailand. Anledningen till att de äldre B-52D valdes ut till modifieringen istället för B-52F var att F-modellen endast hade tillverkats i 82 exemplar och dessa hade aldrig fått någon livstidsförlängning av flygkroppen, därmed hade de en högst begränsad flygtid kvar innan planen hade nått sin livstid.

### Smeknamn
Planet blev fruktat och välkänt för sitt utseende och sin brutala kapacitet, och fick vid denna tid snart den populära beteckningen BUFF, utläst som "Big Ugly Fat F*cker", i mer officiella sammanhang utläst som "Big Ugly Fat Fellow".

## Versioner
- XB-52 – Två prototyper, den ena senare benämnd YB-52.
- B-52A – Förproduktionsserie med förarkabin i stället för prototypernas tandemcockpit. Tre byggda.
  - NB-52A – Ett av förproduktionsflygplanen ombyggt som moderskepp för North American X-15.
- B-52B – Första produktionsserien. Aktre tornet bestyckat med två 20 mm automatkanoner i stället för fyra 12,7 mm kulsprutor som på övriga modeller. 50 byggda.
  - RB-52B – 27 B-52B ombyggda till spaningsflygplan.
  - NB-52B – En B-52B ombyggt som moderskepp för X-15 på samma sätt som NB-52A.
- B-52C – Andra produktionsserien med MD-9 eldledningssystem för de aktre kulsprutorna samt med nya större extratankar med plats för 3000 galons vardera. 35 byggda.
- B-52D – Tredje produktionsserien. Snarlik B-52C men förstärkt för att kunna flyga bombuppdrag i turbulent luft på lägre höjd. 170 byggda.
  - B-52D Big Belly – Under Vietnamkriget modifierades ett antal B-52D för att kunna ta 50% större intern bomblast.
- B-52E – Fjärde produktionsserien med nytt navigeringssystem, nytt radarbombsikte samt förmågan att bära AGM-28 Hound Dog och ADM-20 Quail. 100 byggda.
  - NB-52E – En B-52E ombyggd som provbänk för General Electric F138 som utvecklades för Lockheed C-5 Galaxy.
- B-52F – Femte produktionsserien med kraftigare J57-P-43W motorer. 89 byggda.
- B-52G – Sjätte produktionsserien byggd för att delvis ersätta Convair B-58 Hustler. Ny starkare vingbalk, större bränslemängd, kortare stjärtfena, FLIR samt förmåga att bära AGM-69 SRAM. Dessutom blev aktre tornet fjärrstyrt och skytten fick sitta i samma tryckkabin som resten av besättningen. 193 byggda.
- B-52H – Sjunde produktionsserien med Pratt & Whitney TF33-motorer. De fyra kulspruturna i aktertornet byttes ut mot en M61 Vulcan automatkanon och de fick förmåga att bära AGM-48 Skybolt. 102 byggda.
  - B-52H Senior Bowl – Ett fåtal B-52H modifierade att bära spaningsroboten Lockheed D-12 (ursprungligen avsedd för Lockheed SR-71 Blackbird).

## Övrigt
I filmen Dr. Strangelove eller: Hur jag slutade ängslas och lärde mig älska bomben har just denna flygplanstyp en mycket stor betydelse in handlingen, då ett sådant fäller bomber över det dåvarande Sovjetunionen.